# Karl Müller (Naturforscher)

Karl und Adolf Müller

Karl Müller (* 16. Juli 1825 in Friedberg (Hessen); † 24. September 1905 in Bonn) war ein deutscher evangelischer Geistlicher und Naturforscher.

## Leben
Müller wurde als Sohn des Rektors am Friedberger Schullehrerseminar und Volkslieddichters Peter Müller geboren. Er besuchte die Augustinerschule in Friedberg und ab 1841 das Gymnasium in Darmstadt. Zum Wintersemester 1843/44 immatrikulierte er sich an der Hessischen Ludwigs-Universität. 1844 wurde er im Corps Teutonia Gießen recipiert. Er zeichnete sich als Fuchsmajor und Consenior aus und machte sich einen Namen als herausragender Mensurfechter. Im Wintersemester 1848/49 bestand er das theologische Fakultätsexamen, im November 1851 das Staatsexamen. 1852 wurde Müller die Verwaltung der Mitprediger- und Rektoratsstelle in Alsfeld übertragen. Der Gemeinderat schlug ihn 1862 einstimmig für die vakante Stelle des zweiten Pfarrers von Alsfeld vor, die er nach Bestätigung durch den Landesherren antrat. 1874 wurde er erster Pfarrer, 1875 Mitglied der Landessynode, im selben Jahr Vorsitzender des Stadtschulvorstandes, 1882 Dekan des Dekanats Alsfeld.
Seit den 1860er Jahren veröffentlichte Müller, meist gemeinsam mit seinem Bruder Adolf Müller, der als Oberförster in Gladenbach und Krofdorf tätig war, eine Reihe von populären zoologischen Arbeiten, zunächst als Aufsätze in der Gartenlaube, im Daheim und in Westermanns Monatsheften. 1865 erschien seine erste Buchveröffentlichung „Charakterzeichnungen der vorzüglichsten deutschen Singvögel“, der rasch weitere folgten, 1867 ein Jagdalbum in zwei Teilen („Waidmanns Heil“ und „Der Hund und seine Jagd“) und 1873 „Die einheimischen Säugetiere und Vögel in ihrem Nutzen und Schaden in der Land- und Forstwirtschaft“, das von den Ministerien verschiedener Länder den höheren Lehranstalten zu Lehrzwecken empfohlen wurde. 1883 veröffentlichten die Brüder Müller ihr Hauptwerk „Tiere der Heimat“, das 1894 in einer zweiten Auflage herauskam. Auch die anderen Werke erreichten eine weite Verbreitung. Ein enger Austausch bestand mit Alfred Brehm, der wiederholt im Alsfelder Pfarrhaus zu Gast war.

## Veröffentlichungen
- Gefangenleben der besten einheimischen Singvögel (1871)
- Unsere nützlichen Säugetiere (1876)

## Auszeichnungen
- Ehrenbürger der Stadt Alsfeld (1877)